# Challenger de Pozoblanco 2021
El torneo Open de Tenis Ciudad de Pozoblanco 2021 fue un torneo profesional de tenis. Perteneció al ATP Challenger Series 2021. Se disputó en su 15.ª edición sobre superficie dura, en Pozoblanco, España entre el 19 al el 25 de julio de 2021.

## Jugadores participantes del cuadro de individuales
| Favorito | País                | Jugador          | Rank1 | Posición en el torneo |
| -------- | ------------------- | ---------------- | ----- | --------------------- |
| 1        | Bandera de Francia  | Benjamin Bonzi   | 108   | Segunda ronda         |
| 2        | Bandera de Francia  | Grégoire Barrère | 137   | Semifinales, retiro   |
| 3        | Bandera de Turquía  | Altuğ Çelikbilek | 199   | CAMPEÓN               |
| 4        | Bandera de Turquía  | Cem İlkel        | 204   | FINAL                 |
| 5        | Bandera de Francia  | Maxime Janvier   | 229   | Segunda ronda         |
| 6        | Bandera de Croacia  | Borna Gojo       | 235   | Primera ronda         |
| 7        | Bandera de Alemania | Yannick Maden    | 241   | Primera ronda         |
| 8        | Bandera de España   | Nicola Kuhn      | 250   | Primera ronda, retiro |

- 1 Se ha tomado en cuenta el ranking del 12 de julio de 2021.

### Otros participantes
Los siguientes jugadores recibieron una invitación (wild card), por lo tanto ingresan directamente al cuadro principal (WC):
- Nicolás Álvarez Varona
- Alberto Barroso Campos
- Blas Ruiz Romero

Los siguientes jugadores ingresan al cuadro principal tras disputar el cuadro clasificatorio (Q):
- Mathias Bourgue
- Michael Geerts
- Matteo Martineau
- Emilio Nava

## Campeones

### Individual Masculino
- Altuğ Çelikbilek derrotó en la final a  Cem İlkel, 6–1, 6–7(2), 6–3

### Dobles Masculino
- Igor Sijsling /  Tim van Rijthoven derrotaron en la final a  Diego Hidalgo /  Sergio Martos Gornés